# Joseph Marx
Joseph Marx (Graz, 11 de mayo de 1882-ib. 3 de septiembre de 1964) fue un compositor austriaco.

## Biografía
Parece ser que el joven Marx se interesó desde muy temprana edad por el mundo de la música; sin embargo no la estudió de una forma seria hasta su ingreso en la universidad. Su obra presenta la influencia de Robert Schumann, Johannes Brahms o Max Reger.
Según el historiador musical Brendan Carroll, fue un "maestro absoluto de la armonía", como atestiguan sus lieder, en la tradición de Aleksandr Skriabin.
Frecuentó regularmente a otras personalidades de la vida musical austriaca, como Franz Schmidt, Franz Schreker, Leopold Godowsky, Wilhelm Kienzl, Karl Böhm, Rudolf Hans Bartsch, Clemens Krauss, Anton Wildgans o Angelo Kessisoglu.

## Obra

### Obras vocales
Música coral:
- Ein Neujahrshymnus (Himno de Año Nuevo) para coro mixto y orquesta (1914).
- Berghymne (Himno montañés) para coro mixto y orquesta (1910).
- Herbstchor an Pan (Coro otoñal a Pan) para coro mixto, coro infantil, órgano y orquesta (1911).
- Morgengesang (Canción matinal) para coro masculino y orquesta (1910).
- Abendweise (Melodía de la tarde) para coro masculino, cuivres, timbal y órgano (1912).
- Gesang des Lebens (Canción para la vida) para coro masculino y órgano (1914).

Canciones:
- 150 lieder, acompañados o no con orquesta.
- Verklartes Jahr (El año transfigurado) para barítono y orquesta (1932).

### Obras instrumentales
Música orquestal:
- Eine Herbstsymphonie (Sinfonía de otoño, 1921).
- Eine symphonische Nachtmusik (Noche musical sinfónica, 1922).
- Idylle - Concertino über die pastorale Quart (1925).
- Eine Frühlingsmusik (Música de primavera, 1925).
- Nordland-Rhapsodie (Rapsodia nórdica, 1929).
- Alt-Wiener Serenaden (Antiguas serenatas vienesas, 1941).
- Sinfonia in modo classico para orquesta de cuerdas (1944).
- Partita in modo antico para orquesta de cuerdas (1945).
- Feste im Herbst (Ensoñaciones otoñales, 1946).

Conciertos:
- Concierto para piano "Romántico" en mi mayor (1919-20).
- "Castelli Romani" para piano y orquesta en mi bemol mayor (1929-30).

### Otras obras
- Seis piezas para piano (1916).
- Cuartero para cuerdas en la mayor (1936, revisado en 1948 y llamado Cuarteto Cromático).
- Quartetto in modo antico (1938).
- Quartetto in modo classico (1941).
- Dos sonatas para violín.
- Obras para violoncelo y piano.
- "Trio-Phantasie".
- Tres cuartetos con piano.
- Piezas para órgano.
- Piezas para piano inéditas.
- Obras para conjunto vocal de cámara.